# Loki, pour ne pas perdre le nord
Loki, pour ne pas perdre le nord est un livre écrit par  le conteur Abbi Patrix et la musicienne Linda Edsjö. 
Les deux auteurs, avec le compositeur Wilfried Wendling, ont ensuite mis en scène leur ouvrage pour en faire une pièce de théâtre du même nom, qu'ils ont notamment jouée au théâtre L'Étoile du Nord en 2016.
À travers le personnage central de Loki, fils de deux géants et dieu de la discorde, se déroule un feuilleton au cœur de la mythologie nordique.
La pièce a été saluée par Le Monde, qui a vu dans l'œuvre « une façon ludique et sonore et découvrir les divinités nordiques et leur éternelle rivalité »[réf. nécessaire].
« J’ai souhaité mettre en scène un feuilleton mythologique où, à chaque instant, peut surgir l’acte fatal qui mettra fin à cet univers », explique Abbi Patrix. « Conte, musique, lumière, autant de formes artistiques qui viennent donner vie à ce récit par des numéros de poésie sonore et visuelle autour d’une table, cœur scénique de ce spectacle. Des objets manipulés par Linda Edsjö ou moi-même, ainsi que le jeu de l’ombre et la lumière viennent compléter cette création d’un théâtre d’objet musical. »